# Tarpenbekstraße

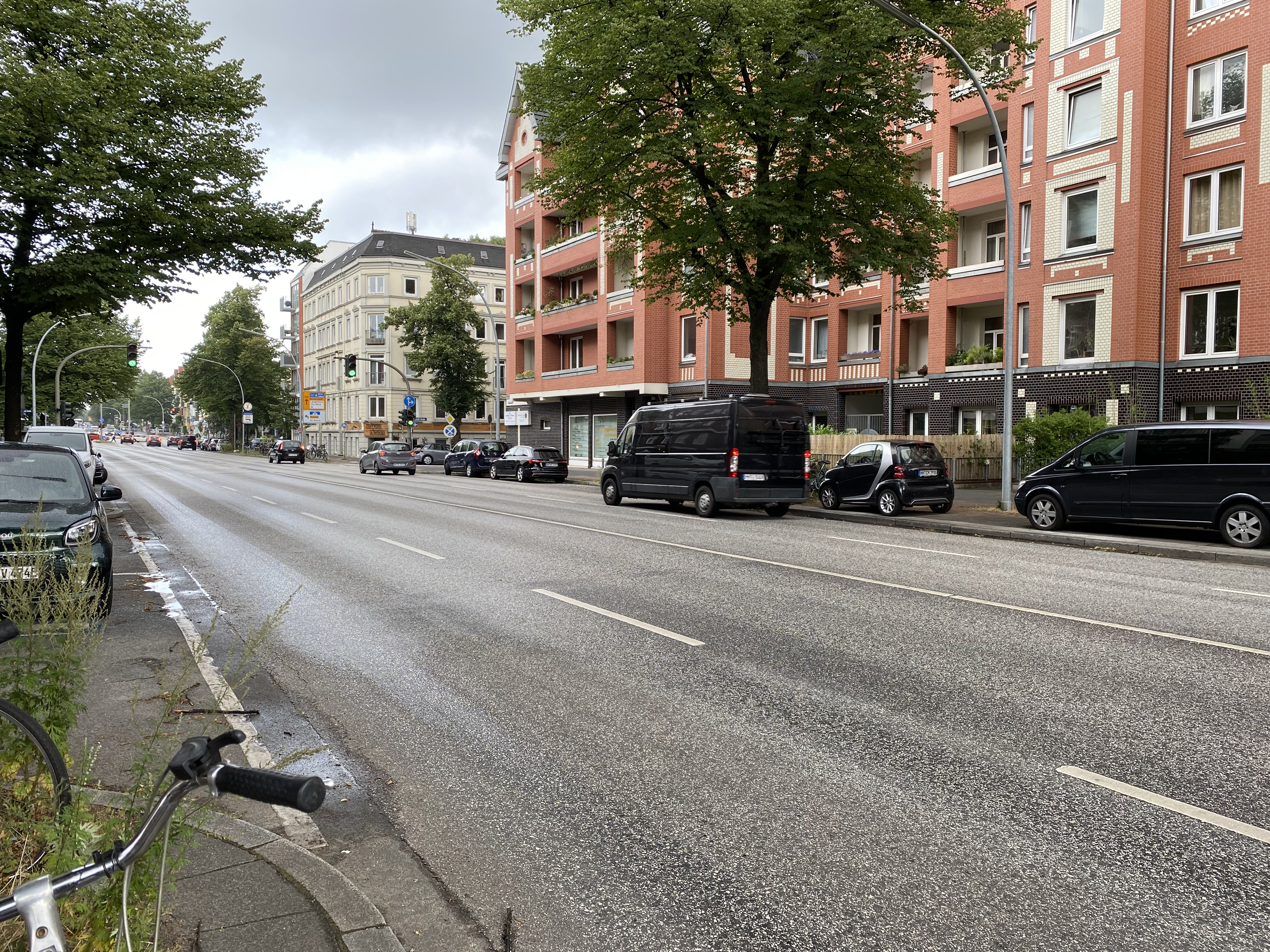
Tarpenbekstraße

Die Tarpenbekstraße im Hamburger Stadtteil Eppendorf ist eine rund 1,2 Kilometer lange Straße, die zum Hauptverkehrsstraßennetz von Hamburg zählt und den amtlichen Straßenschlüssel T025 hat. Namensgeber der Straße ist der Bach und Alsterzufluss Tarpenbek, in dessen Nähe sie verläuft. Die Tarpenbekstraße ist Teil der Bundesstraße 433 und des Ring 2 in Hamburg.
Wohnstiftungen, ein als Naturdenkmal bewerteter Park (der Garten de l’Aigle), Lebensorte verstorbener deutscher Persönlichkeiten, Stolpersteine und ein Bunker sowie ein hohes Verkehrsaufkommen sind kennzeichnend für die Straße.

## Verlauf
Die Tarpenbekstraße beginnt an der Kreuzung mit der Breitenfelder Straße, Lenhartzstraße und Schottmüllerstraße (Lage), wo auch die Bundesstraße 433 anfängt, verläuft von dort in nördliche Richtung und endet an der Brücke der Güterumgehungsbahn Hamburg (Lage). Dort geht sie an der Grenze zu Alsterdorf in die Straße Rosenbrook über, welche die Tarpenbek überquert.
Die Straße ist größtenteils vierspurig, in Kreuzungsbereichen mit zusätzlichen Spuren.

## Wohnstiftungen
Die Tarpenbekstraße gehört zu einem der großen Hamburger Stiftsquartiere, die sich von der Gründerzeit bis in die zwanziger Jahre des 20. Jahrhunderts hinein in der Hansestadt entwickelten.
Die Quartiere „[…]bilden mit freistehenden, teilweise schloßartig wirkenden Baukörpern auf parkartig gestalteten Grundstücken Gegenmodelle zum gängigen Wohnungsbau ihrer Zeit […].“

### Einzelne Stiftungen

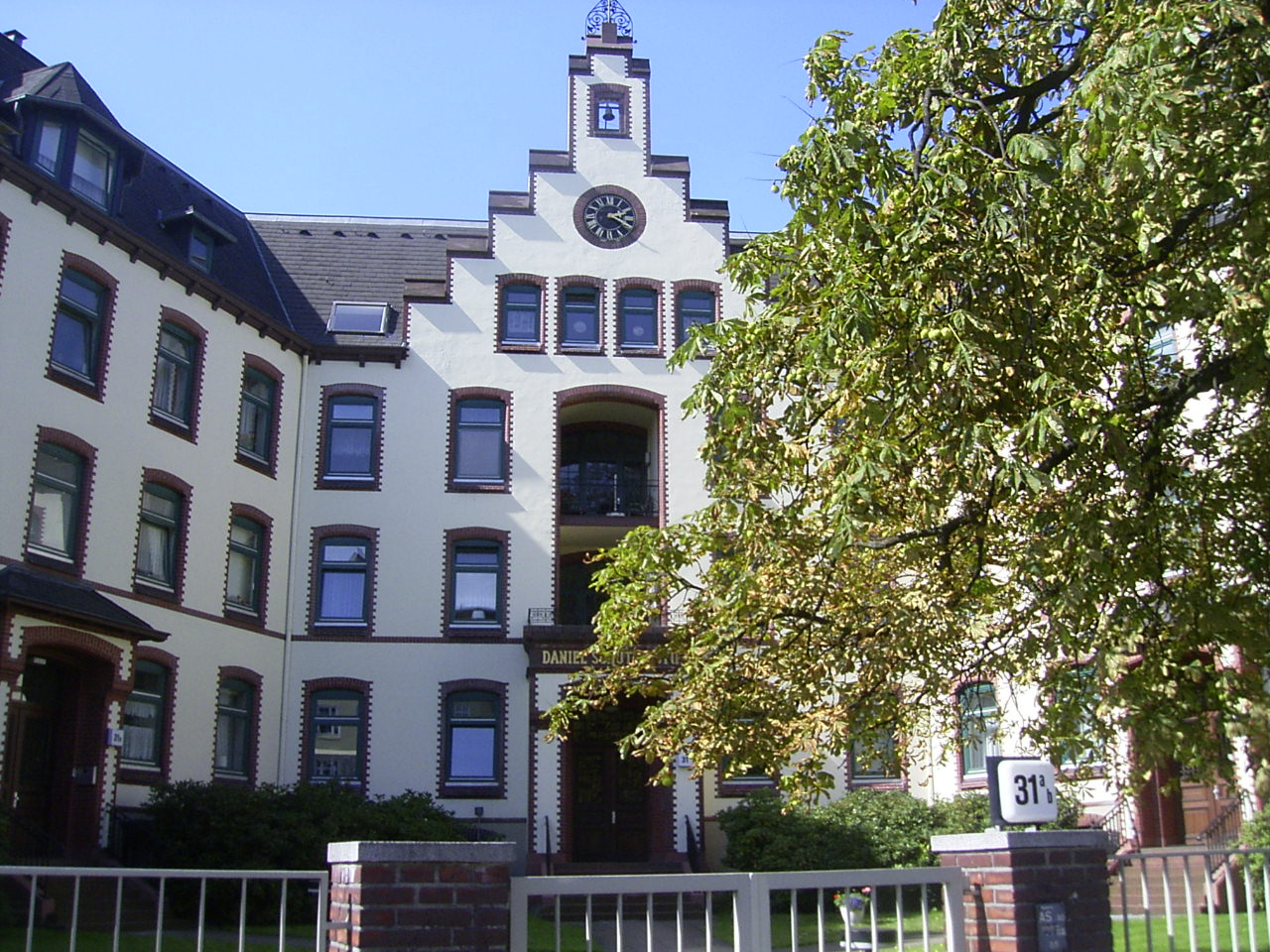
Daniel-Schutte-Stift, Tarpenbekstraße Nr. 31
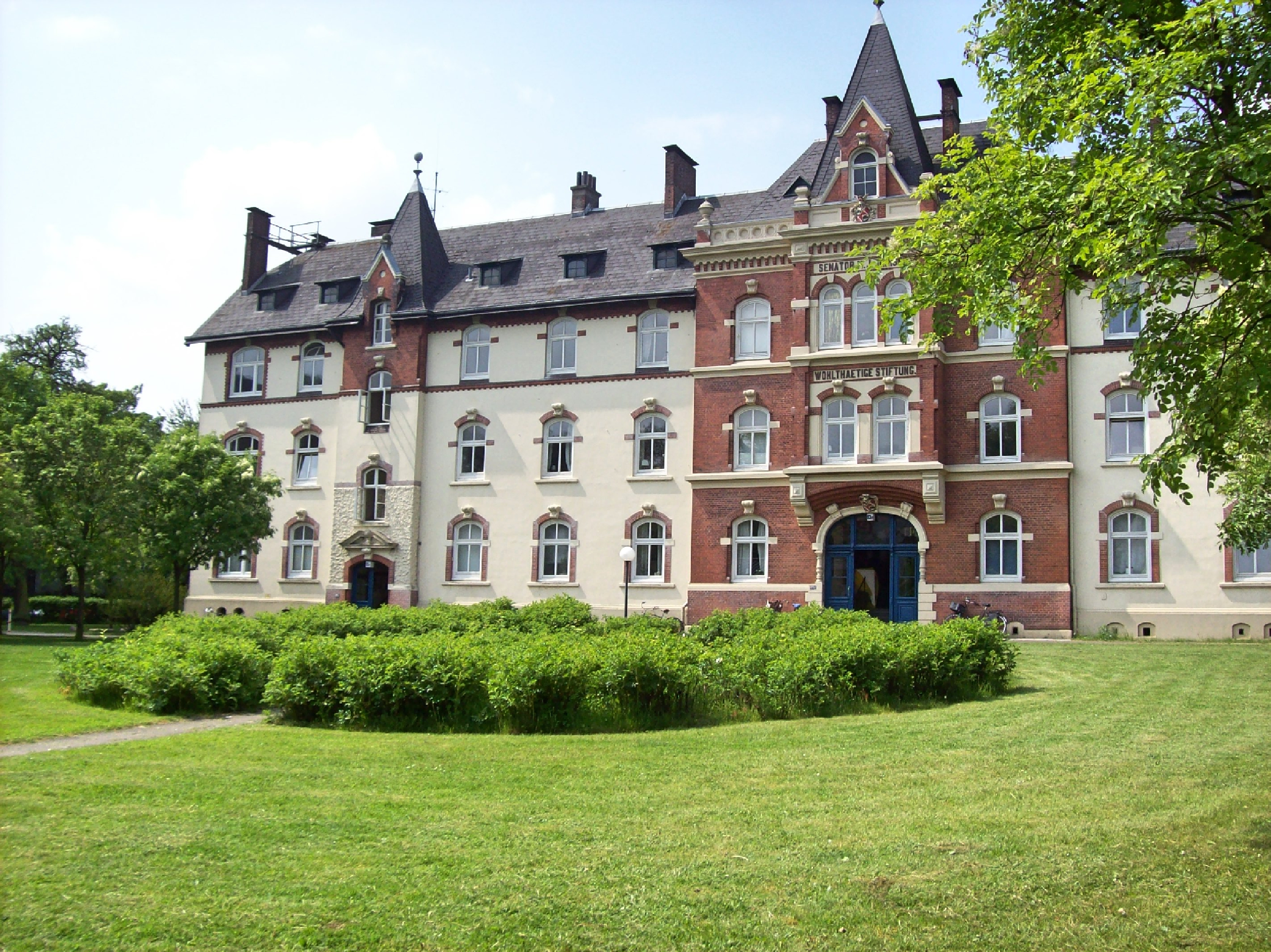
Jenisch-Stift, Tarpenbekstraße Nr. 93
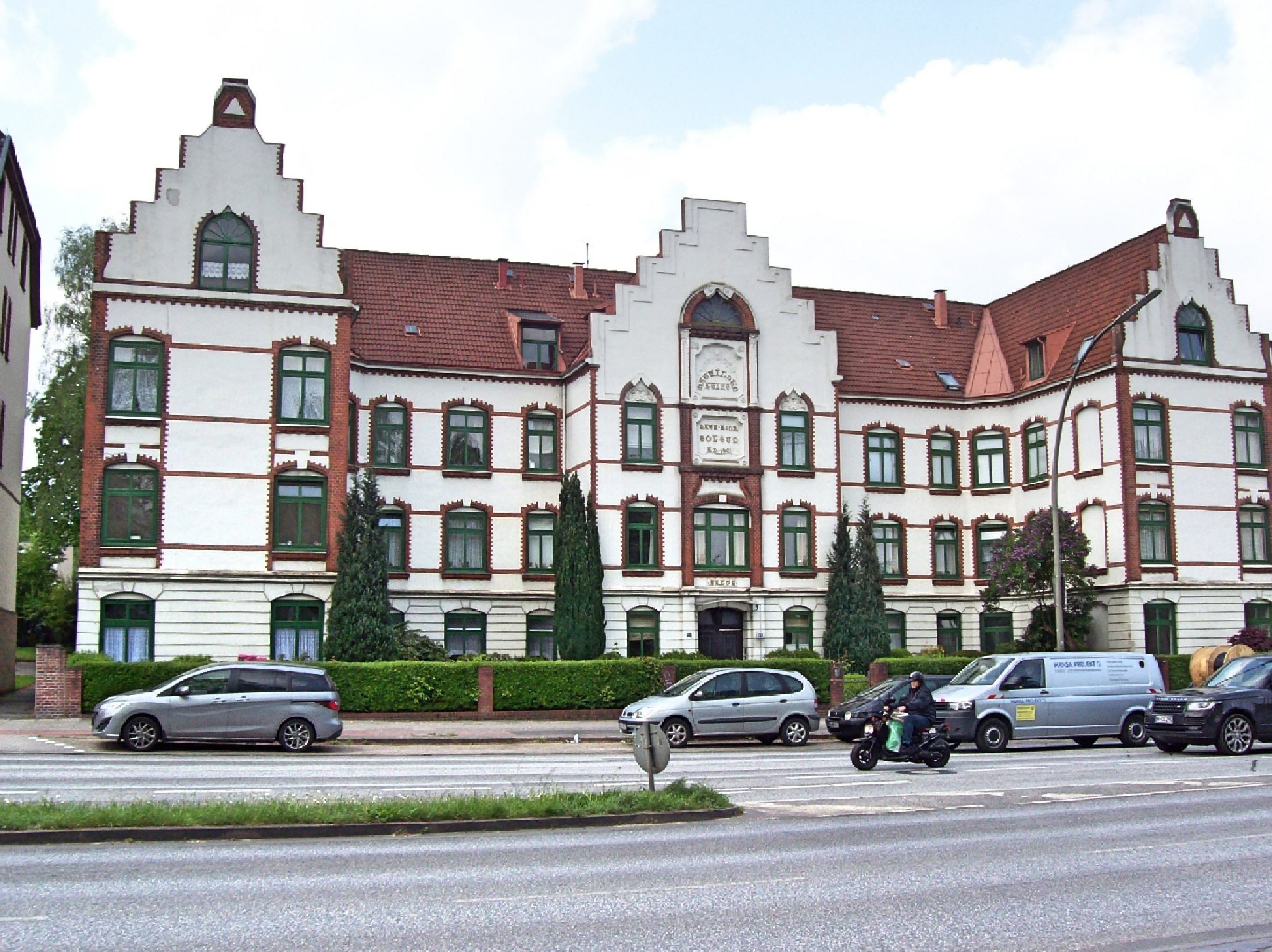
Mathildenstift, Tarpenbekstraße Nr. 33
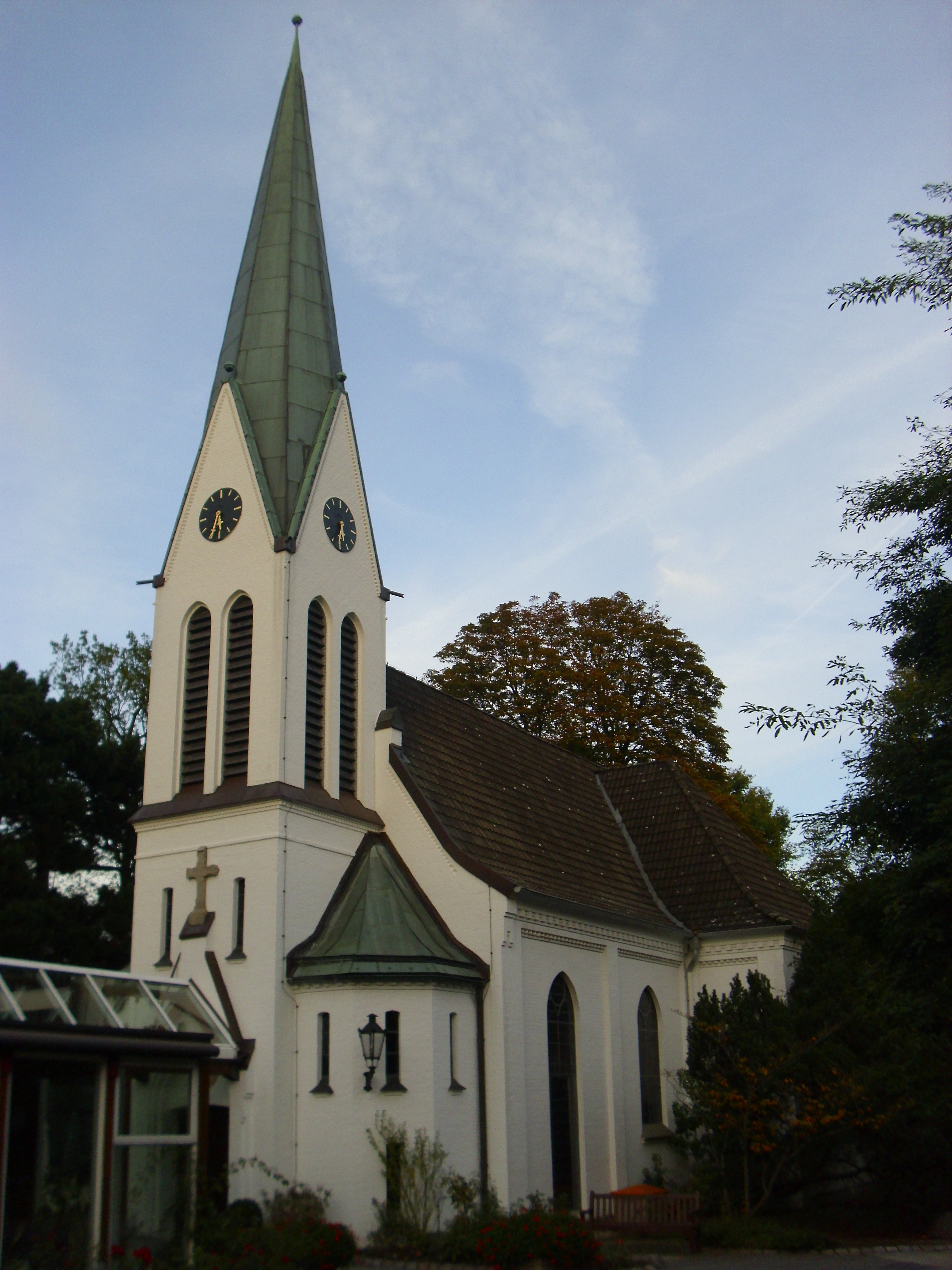
Stiftung Anscharhöhe, Tarpenbekstraße Nr. 107

Zu den Wohnstiftungen in der Tarpenbekstraße gehören
- das Daniel-Schutte-Stift
- das Jenisch-Stift
- das Mathildenstift
- die Stiftung Anscharhöhe
- die Zinnendorf Stiftung.[4]

## Weitere Sehenswürdigkeiten
Weitere Sehenswürdigkeiten in der Straße sind der Garten de l'Aigle, das Geburtshaus von Wolfgang Borchert, ein Röhrenbunker, das Wohnhaus von Ernst Thälmann sowie Stolpersteine für Ernst Thälmann und Walter Krützfeld.    

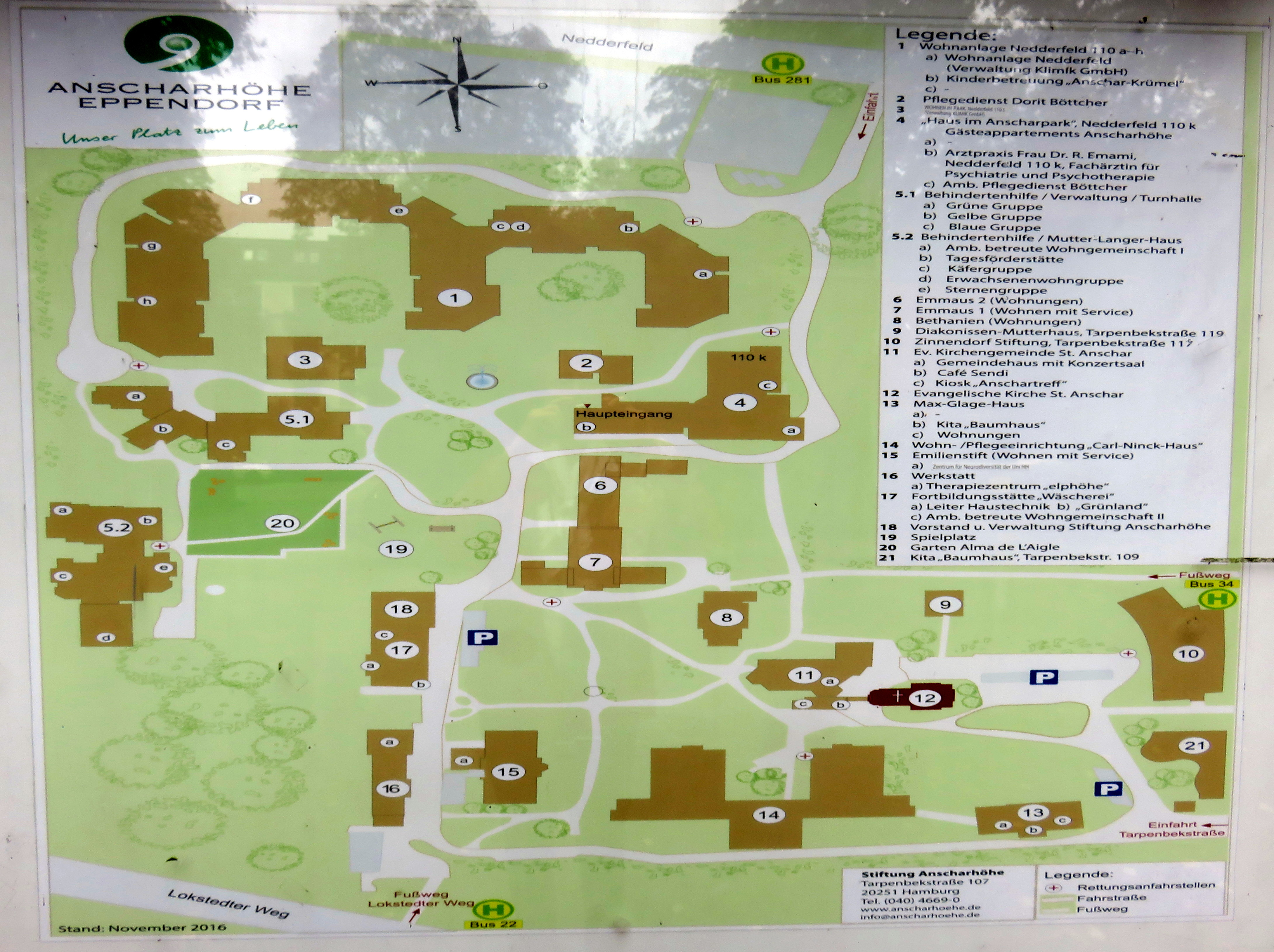
Garten de I'Aigle
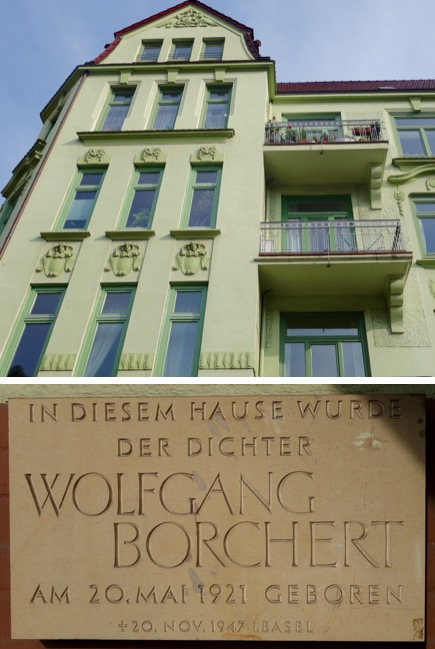
Geburtshaus von Wolfgang Borchert
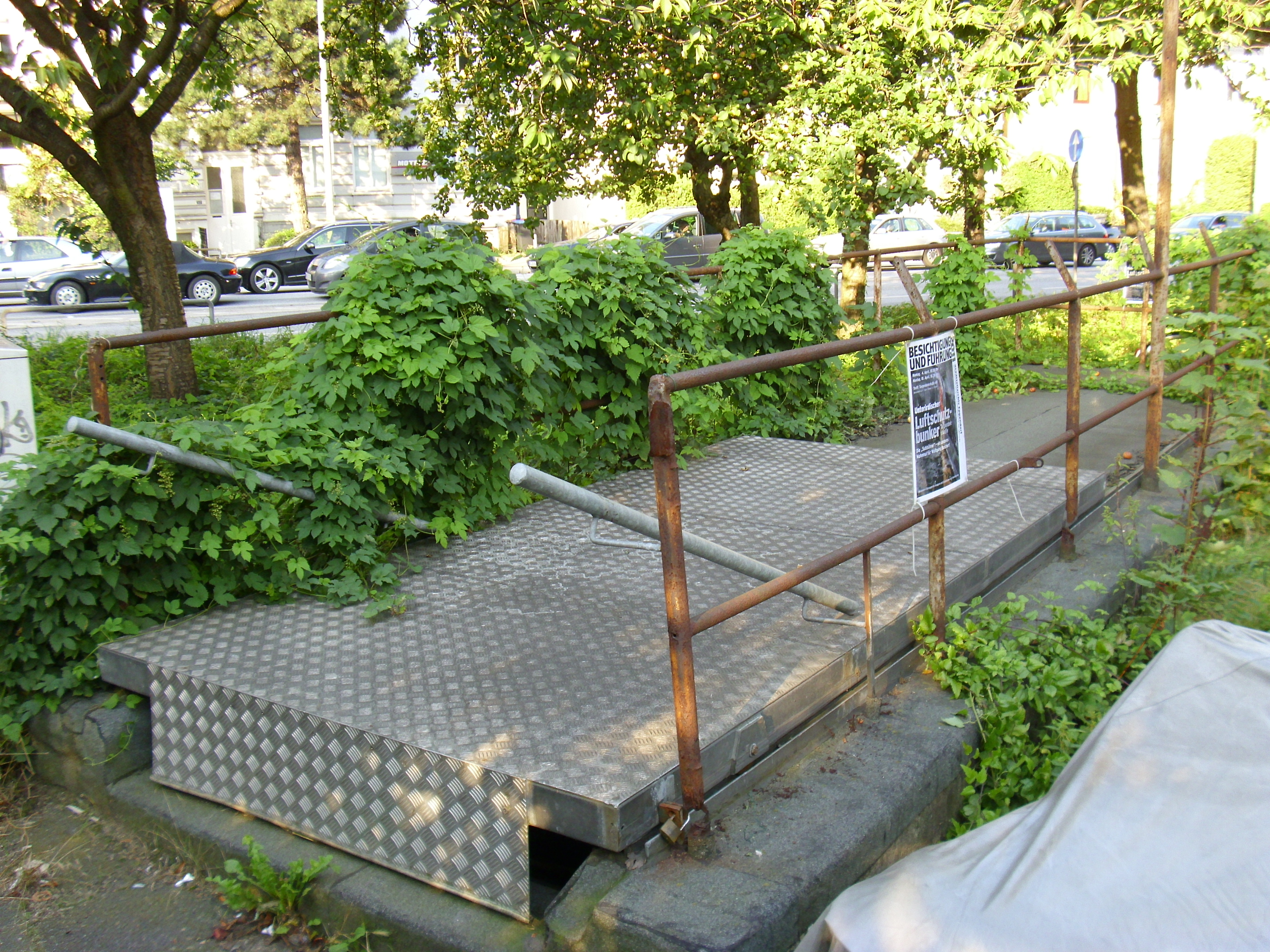
Eingang des Röhrenbunkers
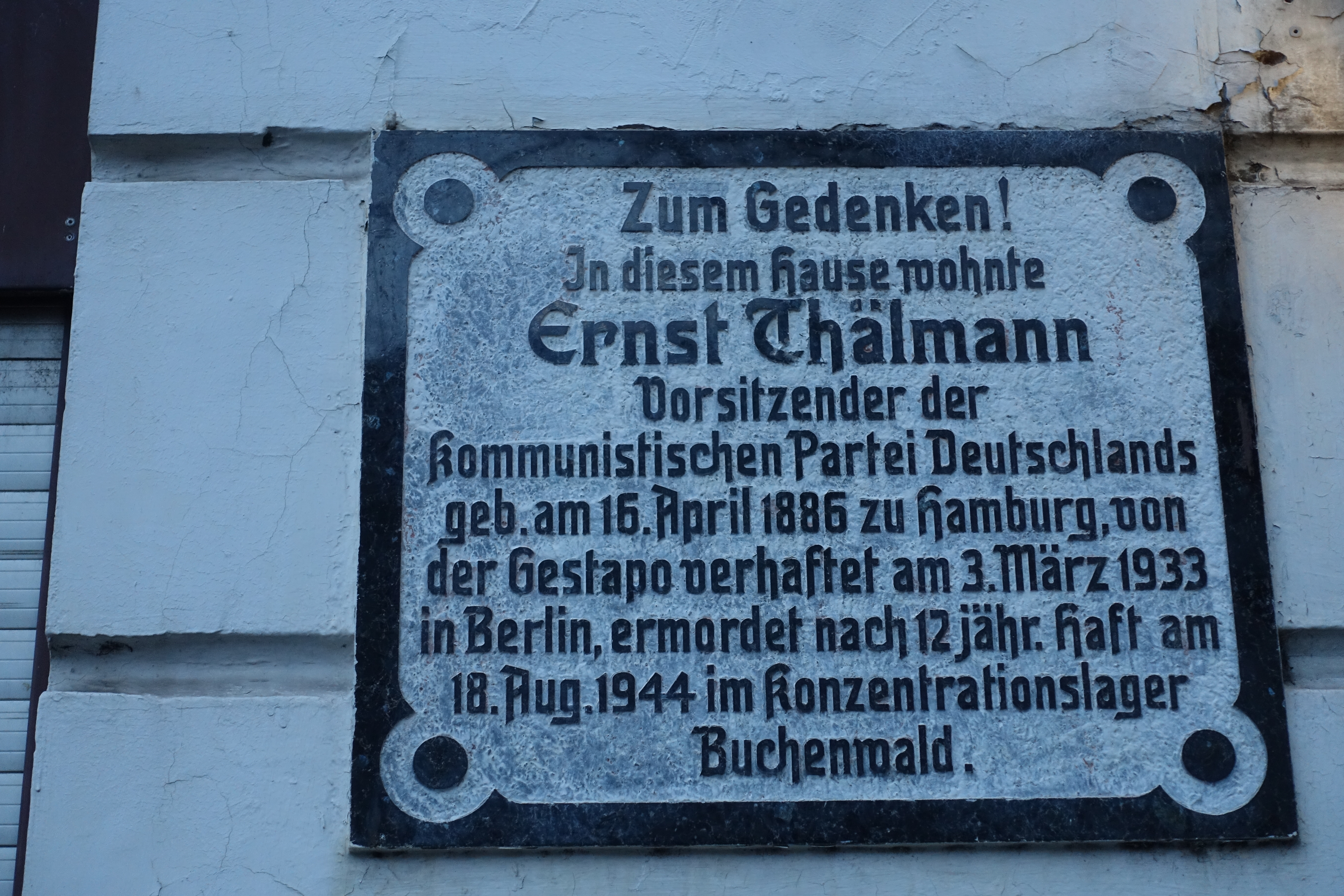
Gedenktafel am Wohnhaus von Ernst Thälmann
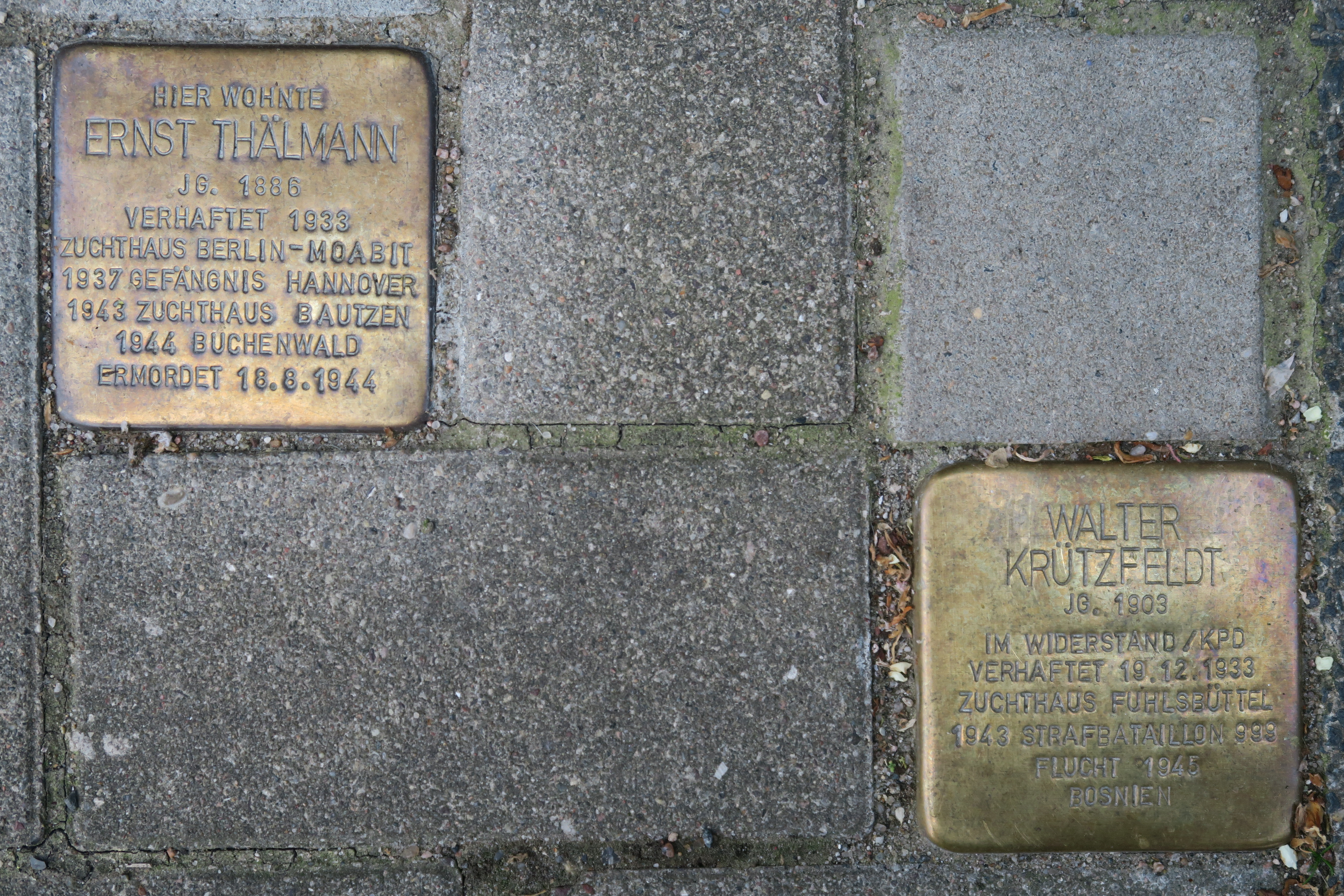
Stolpersteine für Ernst Thälmann und Walter Krützfeld

### Garten de l’Aigle
Auf dem Gelände der Stiftung Anscharhöhe befindet sich der Garten de l’Aigle.

### Geburtshaus von Wolfgang Borchert
In der Tarpenbekstraße Nr. 82 wurde Wolfgang Borchert geboren. An seinem Geburtshaus erinnert eine Tafel an ihn.

### Röhrenbunker
Ein 1940 errichteter Röhrenbunker in der Tarpenbekstraße Nr. 68 liegt in Sichtweite des Geburtshauses von Wolfgang Borchert.

### Gedenkstätte Ernst Thälmann
Im Haus in der Tarpenbekstraße Nr. 66 erinnert eine Gedenktafel daran, dass seit 1929 zeitweise Ernst Thälmann in Eppendorf wohnte. Vor dem Haus machen Stolpersteine auf das Schicksal von Ernst Thälmann und Walter Krützfeld aufmerksam.